# Pat Benatar
Pat Benatar (Brooklyn, 1953. január 10. –) (eredeti nevén Patricia Mae Andrzejewski) négyszeres Grammy-díjas amerikai énekesnő.
Karrierje során huszonnégy saját albumot adott ki, emellett még 13 válogatáslemezen szerepelnek számai, amelyek közül a legismertebbek a Hit Me with Your Best Shot, a Love is a Battlefield, a We Belong és az Invincible, több hétig szerepeltek az amerikai Billboard mainstream rock songs listájának élmezőnyében, valamint a UK Top 100 slágerlistáján. Hat platina- és négy aranylemez fűződik a nevéhez.
A VH1 100 legnagyobb hard rock előadó listáján a 74., a 100 legjobb női rockénekes listáján a 39., a 100 legszexibb énekes listáján a 66. helyre sorolták. 1981. augusztus 1-én a Music Television sugárzásának kezdő napján másodikként a You better run című számát sugározták, és ezzel ő volt az első női előadó, aki megjelent a Music Television képernyőjén.
2008-ban a Long Island Music Hall of Fame tagjai közé választották.

## Életpályája
Pat Benatar a brooklyni Greenpointban született, és a New York állambeli Long Islanden, Lindenhurstben nőtt fel. Apja Andrew Andrzejewski, lengyel ősöktől származik, akik a 19. század végén vándoroltak ki Amerikába, egy vasgyárban dolgozott, ahol később művezető lett. Anyja Mildred Knapp, angol, német és ír felmenőkkel rendelkezik, akik az 1600-as években kerültek Amerikába, az 1960-as években egy elektronikai üzemben dolgozott, majd később egy kozmetikai szalont nyitott.
Anyja inspirálására kezdetben operaéneklést tanult, és néhány év múlva 4,5 oktáv hangterjedelmével a Lindenhurst High's Musical Theater foglalkoztatta, valamint a New York-i Opera kórusában énekelt. Az 1970-es években szólistaként is rendszeresen fellépett New York vonzáskörzetében. 1972-ben összeházasodott Dennis T. Benatarral, akinek felvette a nevét, és ezen a néven ismerte meg a világ, bár karrierje valójában 1979-ben bekövetkezett válásuk után indult be. Dennis Benatar hivatásos katona volt, akivel Virginia államba költözött, és felhagyott az operaénekléssel. Ebben az időben bankpénztárosként dolgozott és háziasszonyi teendőket látott el, amelyeket unalmasnak talált, ezért csatlakozott a Coxon's Army nevű kabaréegyütteshez. Az együttes egyre sikeresebb lett, és Pat New Yorkba költözött, hogy korábbi álmait megvalósíthassa. Ebben az időben az 1953-as filmmusical, a Torch Song és Judy Garland dalait énekelte.
1977-ben a „Catch a Rising Star” csapata figyelt fel rá, akiknek köszönhetően szerződést írt alá a Chrysalis lemezkiadóval. A Rising Star zenekarának gitárosa Neil Geraldo (későbbi második férje) mellett fedezte fel, hogy a rock az igazi műfaja.
Első albuma, az 1979 végén megjelent In the Heat of the Night már 1980. márciusban aranylemez lett, majd decemberig több, mint egymillió példányszámban kelt el, és ez alapján megkapta az Amerikai Hanglemezgyártók Szövetségének platinalemezét. A kanadai slágerlistán 1980. áprilisban a 3. helyre került a Pink Floyd The Wall című albuma, valamint Tom Petty and the Heartbreakers Damn the Torpedoes albuma mögött.
Pályafutása során 1980–1983 között egymás után négy alkalommal nyerte el a legjobb női rockénekes (Best Rock Vocal Performance, Female) díjat, emellett még négy alkalommal (1985, 1986, 1988, 1989) szerepelt a jelöltek között. Első Grammy-díját a második albumának (Crimes of Passion) sikere hozta meg.
Az 1981-ben kiadott harmadik albuma, a Precious Time került fel először az angol slágerlistára (UK's Top 100), amelyen hét héten keresztül szerepelt és a 30. helyig jutott. Ezen a slágerlistán a legjobb eredményt az 1987-es Best Shots album érte el, amely négy héten keresztül is a Top10 között volt, és a 6. helyig jutott. A legtovább a UK's Top 100 listáján az 1984-es Tropico című albuma tartózkodott, 25 héten keresztül szavaztak neki bizalmat, és a 31. helyig jutott.
A Billboard Hot 100 hivatalos amerikai slágerlistájára először 1980. március 15-én került fel az első albumán található Heartbreaker című számmal, amely 18 héten keresztül tartotta helyét és a 23. helyig jutott.  A Billboard Hot 100-on legjobb eredményt a We belong című száma érte el, amely a listán 20 héten keresztül szerepelt, legjobb helyezése az 5. volt. Legtovább, 24 hétig a Hit Me With Your Best Shot száma volt megtalálható a listán, amelyre pályafutása során 16 számmal iratkozott fel.
A Billboard 200-as listán, amelyen a nagylemezek és EP-k eladási statisztikái jelennek meg, az 1981-es Precious Time az 1., az 1980-as Crimes of Passion a 2., az 1982-es Get Nervous című albuma a 4. helyig jutott. Legelső nagylemeze, az In the Heat of the Night 122 héten keresztül szerepelt a listán és a 12. volt a legjobb helyezése. Erre a listára 15 albummal tudott feliratkozni.
A Billboard Mainstream Rock Songs listáján a Love Is A Battlefield című száma 1983-ban az 1., a Fire And Ice 1981-ben és az All Fired Up 1988-ban a 2., a Shadows of the Night 1982-ben, a We belong 1984-ben és az Everybody Lay Down 1993-ban a 3. helyig jutott, de az 1985-ös Invincible, az 1983-as Looking for a Stranger és az 1985-ös Sex As A Weapon is az első öt helyezett között volt. Ezen a listán eddigi pályafutása során 19 száma kapott helyet.
2008-ban a Long Island Music Hall of Fame tagjai közé választották.
1982-ben házasodott össze Neil Giraldóval, akitől két lánya született: 1985-ben Haley és 1994-ben Hana Juliana.

## Diszkográfiája

### Albumai
Az alábbi albumai jelentek meg:
- In the Heat of the Night (1979) (Chrysalis Records / Capitol)
- Crimes of Passion (1980) (Chrysalis Records)
- Precious Time (1981) (Chrysalis Records)
- Get Nervous (1982) (Chrysalis Records)
- Live from Earth (1983) (Chrysalis Records)
- Tropico (1984) (Chrysalis Records)
- Seven the Hard Way (1985) (Chrysalis Records)
- Koncertalbum (1985) (Pioneer)
- Wide Awake in Dreamland (1988) (Chrysalis Records)
- Best Shots (1989) (Chrysalis Records)
- True Love (1991) (Chrysalis Records)
- Gravity's Rainbow (1993) (Chrysalis Records)
- Innamorata (1997) (CMC International)
- 8-15-80 (1998) (CMC International)
- Summer Vacation Tour Soundtrack (élő felvétel) (2002)
- Live at Electric Ladyland (2002) (Gold Circle Records)
- From the Fron Row (élő felvétel) (2003) (Silverline Records)
- Greatest Hits Live (2003) (King Biscuit Entertainment)
- Go (2003) (Bel Chiasso Entertainment)
- Summer Vacation Tour (élő felvétel) (2005) (Lemon Recodings)
- 35th Anniversary Tour (Mailboat Records)

### Single és EP lemezei
Single és EP lemezei az AllMusic nyilvántartása szerint:
- Fire and Ice (1990) (Capitol)
- We Belong (1990) (Capitol)
- Love is a Battlefield (1990) (Capitol)
- True Love (1991) (Chrysalis Records)
- So Long (1992) (Chrysalis Records)
- Somebody's Baby (1993) (single kazettán és CD-n) (Capitol)
- Strawberry Wine (1997) (CMC International)
- Christmas in America (2001) (Gold Circle Records)
- Don't Walk Away (Chrysalis Records)
- Heartbreaker (Chrysalis Records)

### DVD- és videófelvételei
DVD- és videófelvételei az AllMusic nyilvántartása szerint:
- Benatar (1983)
- Hit Videos (1991) (video)
- In Concert (1991)
- Live in New Haven 1983 (1998) (DVD)
- Live (2002) (video/DVD)
- Choice Cuts (2003) (DVD)
- Summer Vacation Tour Live (2005) (DVD) (Cherry Red)
- 35th Anniversary Tour (2015) (video) (Mailboat Records)

## Könyvei
- Pat Benatar–Patsi Cox: Between a Heart and a Rock Place, Harper Collins (2010) ISBN 978-0-06-195377-4
- Patricia Giraldo–Pat Benatar: Between a Heart and a Rock Place: A Memoir, Harper Collins (2011) ISBN 978-0-06-195378-1, (e-Book: ISBN 978-0-06-200281-5)

## Róla szóló könyvek
- Laura Fissinger: Rock'n PopStars Pat Benatar, Creative Education (1983) ISBN 0-89813-101-4
- Doug Magee: Pat Benatar, Proteus (1985) ISBN 978-0-86276-251-3